# Didier Le Blanc
Pour les articles homonymes, voir Le Blanc.
Didier Le Blanc est un compositeur français, actif à Paris vers 1575-1585.

## Biographie
On ne sait rien de ce musicien, si ce n’est quelques liens tissés avec Adrian Le Roy et la famille de Robert I Ballard (du côté des Dugué).
Ses origines sont inconnues et il n’apparaît pas dans les comptes royaux ni dans celles des maisons nobles. Son recueil de 1579 est cité dans la Bibliothèque de La Croix Du Maine mais celui-ci ne donne aucune information sur l’homme.
A-t-il un lien de famille avec Virgile Le Blanc, qui publie en 1600 des airs composés sur les vers spirituels du Père Michel Coyssard ?

## Œuvres

### Œuvres sacrées

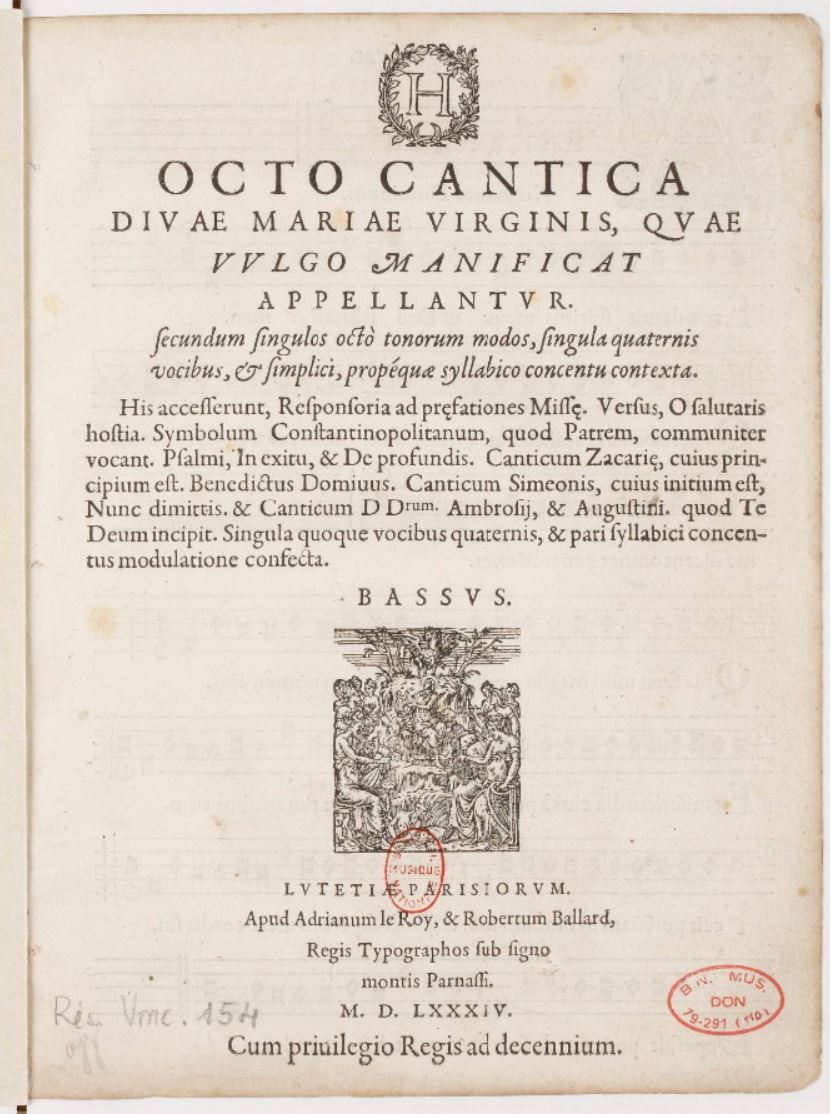
Les Octo cantica (Paris : Le Roy et Ballard, 1584). Paris BNF.

- Il publie un Te Deum laudamus à quatre voix en style homophonique dans le recueil Octo cantica divae Mariae virginis, quae vulgo Magnificat appellantur secundum singulos octo tonorum modos, singula quaternis vocibus... - Paris : Adrian Le Roy et Robert Ballard, 1584. 4 vol. 4°. RISM 15841, Lesure 1955 n° 267. La partie de Bassus est numérisée sur [gallica.bnf.fr/ark:/12148/btv1b8452577b Gallica].

### Œuvres profanes

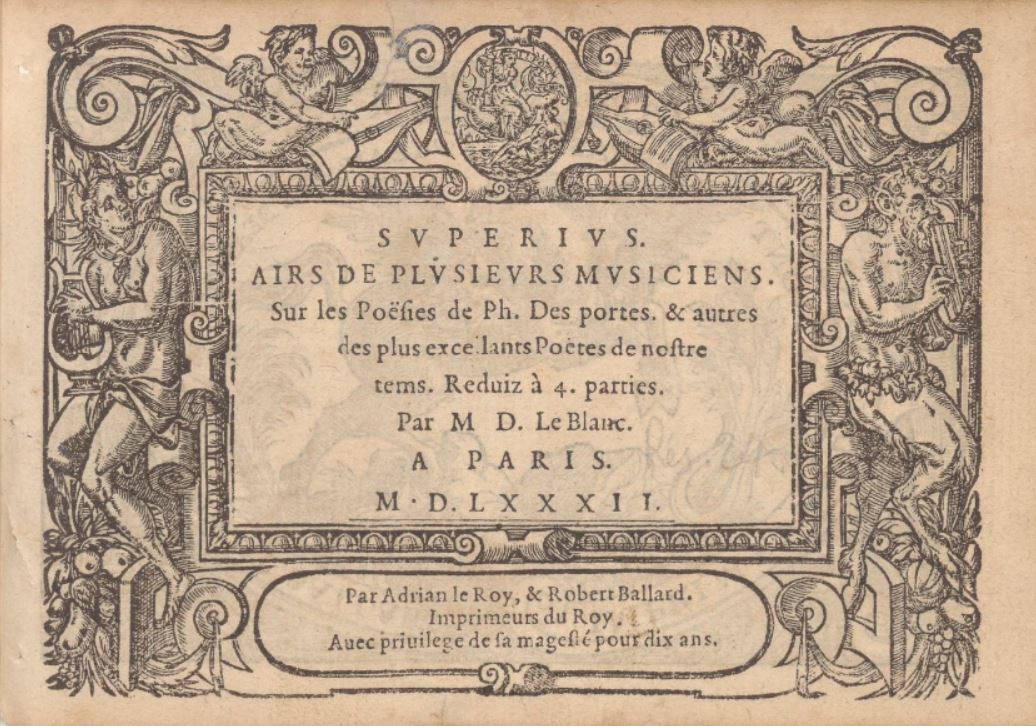
Didier Le Blanc, Airs de plusieurs musiciens (Paris : Le Roy & Ballard, 1582). Paris BNF.

- Airs de plusieurs musiciens, sur les poésies de P. Desportes, & autres des plus excelants poëtes de nostre tems, réduiz à 4 parties. - Paris : Adrian Le Roy & Robert Ballard, 1579. 4 parties 4° oblong. RISM L 1231, Lesure 1955 n° 232. Numérisé par Wien ÖNB.

Le recueil contient 43 airs, dont les vers sont dus à Pierre de Ronsard (1), Amadis Jamyn (16), Philippe Desportes (11), Jean-Antoine de Baïf (2), Rémi Belleau (1) et Joachim Du Bellay (1).
Dédicace de l’auteur à Adrian Le Roy.
Réédité chez le même imprimeur en 1582 avec le même contenu (RISM L 1233, Lesure 1955 n° 253). Numérisé sur Gallica.
Recueil entièrement réédité par Henry Expert dans les Monuments de la musique française au temps de la Renaissance, vol. III (Paris : Sénart, 1925).
- Second livre d’airs des plus excelants musiciens de nostre tems, réduiz à quatre parties. - Paris : Adrian Le Roy & Robert Ballard, 1579. 4 parties 4° oblong. RISM L 1232, Lesure 1955 n° 233. Numérisé par Wien ÖNB.

Dédicace à Pierre Du Gué, premier porte-manteau de François d’Anjou et capitaine du Château d’Alençon. Il est lié à la famille de Robert I Ballard, qui avait épousé Lucrèce Du Gué [Dugué] ?
Le recueil contient 42 airs, dont les vers sont dus à  Amadis Jamyn (7), Philippe Desportes (6), Joachim Du Bellay (1) et Nuisemant (1).
Édition moderne dans The Sixteenth-century chanson, vol. III (1995).
Ces airs sont surtout homophoniques et respectent la métrique des vers. Dans ces pièces, certaines des mélodies utilisées par Le Blanc sont identiques à celles qui harmonisées à 4 voix par Fabrice Marin Caietain ou Girard de Beaulieu à la même époque. D'autres mélodies, cependant, sont indépendantes.
Malgré la faible durée de son activité de compositeur, il apparaît que Le Blanc était au fait des tendances musicales, publiant des airs sur les poètes les plus en vue de son époque.
- Premier livre de chansons à deux parties composé par plusieurs auteurs. Imprimé en deux volumes. - Paris : Adrian Le Roy et Robert Ballard, 1578. RISM 157817, Lesure 1955 n° 217.

Ce recueil contient huit chansons à deux voix de Le Blanc (qui s’ajoutent à d’autres d’Antoine de Villers ou d’Angelo Gardano) ; tous sont écrits sur les thèmes des chansons d’Orlande de Lassus.
Édition moderne dans The Sixteenth century chanson, vol. XV, 1992.
- Chanson A la fontaine du pré, à 3 voix, dans le Second livre de chansons à trois parties composé par plusieurs autheurs, imprimé en trois volumes. - Paris : Adrian Le Roy et Robert Ballard, 1578. RISM 157815, Lesure 1955 n° 219.

Cette pièce est un arrangement de la chanson à six voix d’Adrian Willaert.